# Aljazeera.com
Aljazeera.com은 2011년 3월부터 방송사 알 자지라가 소유하고 있는 자사의 영어판 웹사이트 주소이다. 이 도메인은 두바이 소재의 출판사 알 자지라 퍼블리싱(Aljazeera Publishing)에서 인수한 것이다. 인수 이전에는 오랜 기간 동안 두 회사 간의 분쟁이 있었다. 알 자지라가 도메인을 인수한 뒤로는 예전 주소인 english.aljazeera.net 또는 aljazeera.net/english 대신 새로 취득한 .com 도메인을 홍보하고 있다.

## 소유권 분쟁의 역사
2011년 3월 이전에는 Aljazeera.com은 동명의 위성 방송이나 사우디아라비아에 있는 신문사와는 무관한 '알 자지라' 잡지의 영어판 웹사이트였다. 방송사는 Aljazeera.net 도메인을 사용하고 있었다.
2005년 방송사에서 .com 도메인을 취득하려고 시도했으나 실패하였다. 세계 지식 재산권 기구 중재·조정 센터(Arbitration and Mediation Center)의 행정 패널 결정문에서는 출판사가 도메인을 구입한 시점 이후에 동명의 방송사가 설립되었기 때문에 출판사가 악의적인 의도로 도메인을 소유하고 있다는 방송사의 주장을 받아들이지 않았다.
이 사건 이후 Aljazeera.com에서는 소개(About) 문서에 아래와 같은 공지가 있었다.

중요 공지 : 알 자지라 퍼블리싱과 Aljazeera.com은 아래 단체와 무관함을 알려드립니다.
1. al-jazirah.com을 사용하는 사우디아라비아 리야드 소재의 알 자지라 신문

2. aljazeera.net을 사용하는 알 자지라 위성 방송

3. aljazeerah.info를 사용하는 알 자지라 정보 센터
알 자지라 퍼블리싱은 이들 단체의 시각, 의견, 방송 내용과 관련이 없습니다.

2004년 故 김선일 씨 납치 사건 때는 적지 않은 네티즌들이 .com쪽을 방송사 웹사이트로 착각하고 그곳에 구명 호소문을 올리는 일이 있었는데, 언론사에서도 동일한 실수를 저지르는 해프닝이 있었다. 중앙일보가 2004년 6월 22일자 3면에 .com 사이트의 스크린샷을 실으면서 방송사의 웹사이트로 잘못 소개하여 다음날 정정했고 오마이뉴스도 '알 자지라 유럽·북미판 홈페이지'(www.aljazeera.com)에 한국 네티즌이 대거 몰려 김씨의 무사귀환을 촉구하는 글들을 영문과 한글로 연이어 올리고 있다'고 보도했다가 나중에 정정 기사를 올린 일이 있었다. KBS 역시 이 사실을 인지하지 못하고 잘못 방송했다가 사과문을 올렸다.
다른 나라에서도 종종 .com에 실린 내용이 방송사의 의견으로 잘못 소개되는 일이 있었다. 2006년 영국의 신문인 타임스(The Times)가 .com 사이트에 올라온 내용을 보고 방송사를 비난했다가 다음날 사과한 일이 있었다. 잡지의 논조는 방송사와 확실하게 다른데, 전자쪽이 후자와 비교하면 미국과 이스라엘의 대외 정책에 많이 비판적이다.
2011년 4월부터 이 주소는 방송사의 영어판 웹사이트로 연결되기 시작했다. 소유권이 이전되는 당시 이 주소를 입력하면 "도하로 옮기는 중"(Moving to Doha)이라는 내용의 간단한 페이지가 나타났으며, 양사간의 계약 내용은 일반에 공개되지 않았다.